# 高山木姜子
高山木姜子（学名：Litsea chunii）为樟科木姜子属下的一个种。

## 扩展阅读
- 維基物種上的相關：高山木姜子